# Adolf Kohner
Il Barone di Szaszberek Adolf Kohner (Budapest, 26 aprile 1866 – Budapest, 30 gennaio 1937) è stato un imprenditore e latifondista ungherese, nonché attivo membro della comunità ebraica del Paese.

## Biografia
Direttore della società Adolf Kohner & figli, nel 1874 fondò e gestì una delle più importanti banche private dell'Ungheria. Personaggio di spicco della classe capitalista, Kohner fu uno degli industriali e dei latifondisti più colti del suo Paese. Eclettico in tutti i settori, dall'industria meccanica all'agraria, il suo nome fu anche legato a molti dei significativi movimenti della vita ebraica ungherese come presidente dell'Ufficio Nazionale degli Israeliti nonché come membro della Commissione direttiva del Seminario rabbinico "Francesco Giuseppe".

## Collezionismo
Il nome di Kohner divenne famoso anche per il suo ruolo di intenditore, mecenate e di collezionista d'arte. Nel 1902 diventò presidente della Società Nazionale delle Arti Figurative d'Ungheria. Lo stesso anno fondò la colonia degli artisti di Szolnok. La sua collezione personale si componeva principalmente di quadri dell'impressionismo e del post-impressionismo francese. Tra questi vi erano opere di altissimo profilo quali I frati di Alessandro Magnasco, L'impiccato di Francisco Goya e alcuni paesaggi di John Constable.
Possedeva inoltre dipinti di Théodore Géricault, Eugène Delacroix, Honoré Daumier, dei pittori di Barbizon come Jean-Baptiste Camille Corot, Jean-François Millet, Antoine Chintreuil, Gustave Courbet, Édouard Manet, Berthe Morisot, Claude Monet, Pierre-Auguste Renoir, Paul Cézanne, Alfred Sisley, Paul Gauguin, Pierre Puvis de Chavannes e anche di artisti più giovani e all'epoca poco conosciuti quali Maurice Denis, Pierre Bonnard e Jean Puy.
Nella sua vasta collezione non mancavano le opere di pittori ungheresi tra i quali i paesaggi di Geza Meszoly e di Laszlo Paal, tre quadri di Mihály Munkácsy, L'usignolo di Pál Szinyei Merse: quest'ultima opera verrà poi donata da Kohner alla Pinacoteca del Museo Nazionale. Kohner possedeva anche opere di esponenti delle colonie artistiche ungheresi di Nagybanya e Szolnok.

## Salotto Kohner
Con i profitti ottenuti tramite il suo istituto di credito, Kohner acquistò una tenuta di undicimila ettari vicino a Szolnok, trasformandola in una fattoria modello dove gli studenti dell'università agraria di Budapest si recavano per studiare i sistemi di coltivazione più all'avanguardia dell'epoca. Kohner era anche un musicista di talento. Suonava il violoncello e aveva una ricca collezione di violini Stradivari e Guarnieri. Tra i suoi più cari amici vi erano molti musicisti famosi quali Franz Liszt, Giacomo Puccini e Béla Bartók.

## Mecenate di Béla Bartok
Kohner sostenne il talento del musicista ungherese Béla Bartók, versandogli anche annualmente una somma di denaro per consentirgli di girare le campagne ungheresi e raccogliere antichi motivi popolari. Bartok, rievocando nelle sue memorie l'aiuto offertogli da Kohner già nel 1905 affermò: "... voleva farmi intendere che potevo rivolgermi a lui con fiducia, se per caso avessi avuto bisogno di soldi. Lui mi aiuterebbe volentieri di tempo in tempo.. È bello da parte di Kohner interessarsi così alla mia sorte.." 
E a proposito delle due settimane trascorse nel 1918 presso il castello di campagna di Kohner, Bartok ricordò come "Gli ospiti andavano e venivano proprio come in un albergo. I libri venivano forniti dalla biblioteca domestica... Si parlava di molte cose: musica, letteratura, questione ebraica, religione, movimento bolscevico, produzione, commercio. Il signor barone s'intende abbastanza di musica, lui stesso suona il violino... Grande amico di pittori (amano molto Adolf Fényes, c'era anche lui per alcuni giorni), una delle figlie dipinge, studia da Fényes, l'altra frequenta l'università".

## L'Industriale
I profitti derivanti dalle attività commerciali, industriali e bancarie gli permisero di acquistare e collezionare opere d'arte di grande importanza. Nel primo periodo del XX secolo Kohner era considerato uno degli uomini più ricchi dell'alta borghesia ebraica ungherese. Il moltiplicarsi delle sue ricchezze fu legato anche all'industria tessile. Più tardi, oltre all'attività di banchiere, diventò proprietario di terreni, d'industrie alimentari e chimiche. L'allevamento del bestiame e l'industria conserviera, attività gestite insieme ai figli, aumentarono notevolmente il suo patrimonio.

## Ruolo sociale
Kohner fu un personaggio di spicco dell'alta borghesia ebraica ungherese. Ebbe numerosi riconoscimenti sociali e, tra questi, il più importante gli fu conferito da Francesco Giuseppe I d'Austria nel 1912 quando lo nominò barone e consigliere di corte.

## L'ultimo periodo di vita
Agli inizi degli anni Trenta Kohner intraprese delle speculazioni finanziarie sbagliate che, riflettendosi negativamente sulle sue imprese, nel 1933 lo trascinarono sull'orlo del fallimento. L'anno seguente, per far fronte ai debiti, fu costretto a mettere all'asta presso il Museo Ernst gran parte della sua collezione artistica. In seguito fu costretto a vendere anche il suo palazzo.
Il suo necrologio, apparso nel 1937 sul giornale Passato e Futuro, riportava come, nonostante il crollo finanziario che lo aveva costretto a una vita ritirata, "Egli aveva sopportato dignitosamente la sorte trovando conforto nella lettura dei suoi amati libri”.
Deceduto il 30 gennaio del 1937, fu sepolto il 2 febbraio nel cimitero ebraico di Salgotarjan. Ebbe quattro figli: Karoly, Ida, moglie del pittore István Farkas, Lujza, Katalin.